# 螺岗镇
螺岗镇，是中华人民共和国广东省肇庆市广宁县下辖的一个乡镇级行政单位。

## 行政区划
螺岗镇下辖以下地区：
螺岗社区、东方红村、螺源村、大塘村、群力村和高坪村。